# Турнирное копьё
Турнирное копьё — разновидность боевого кавалерийского копья, созданная специально для конной копейной сшибки в ходе рыцарского турнира.
По традиционным условиям турниров, восходящим ещё к раннему Средневековью, предметом доблести считалось «преломить копьё» о противника. Однако сломать реальное боевое копьё, сделанное из древесины лиственного дерева (дуб, бук, клён, ясень), очень тяжело — необходимое для этого усилие может тяжело ранить или убить того, «об кого» копьё ломают. Поскольку рыцари и так нередко погибали на войне и не желали рисковать своей жизнью без нужды, предпринимались попытки сделать турниры по возможности безопасными для участников. К примеру, в начале XV века для конных турниров были специально разработаны усиленные турнирные доспехи — к примеру, штехцойг и реннцойг, — никогда не применявшиеся в реальных боевых действиях.
Кроме того, для применения в турнирах изготавливались особые копья. Нередко они были полыми внутри, в древке делались пропилы, чтобы копьё ломалось под меньшей нагрузкой — к примеру, от средней силы удара в щит противника, при этом не пробивая его и не ломая. С той же целью наконечник турнирного копья выполняли корончатым, то есть тупым с небольшими зубцами — чтобы он не пробивал доспех, но и не соскальзывал в сторону при попадании. Некоторые копейные наконечники мастера ковали в виде кулака. Да и само древко копья делали из относительно хрупкого дерева — к примеру, Руа упоминает пихту, — которое легче ломалось при попадании в щит или доспех. На турнирное копьё, так же, как и на боевое, надевался вэмплейт — стальная воронка, защищающая руку, держащую копьё.
Правда, несмотря на эти меры предосторожности, копейная сшибка оставалась весьма опасной. Так, в 1559 году французскому королю Генриху II не повезло — удар копья коннетабля Монтгомери случайно отбросил забрало королевского шлема, и обломок копья смертельно ранил короля, воткнувшись ему в глаз.
Турнирное копьё часто расписывалось в цвета герба или конской попоны участника турнира. Поскольку, по указанным выше причинам, оно было фактически одноразовым, рыцари брали на турнир несколько таких копий — иногда до десятка и более.